# Alive (IVE迷你專輯)
《ALIVE》是韓國女子團體IVE的第二張日語迷你專輯，於2024年8月28日由日本索尼音樂娛樂發行，主打歌為《CRUSH》。於2024年8月7日先行發行。
實體專輯將有十個版本：限量A版、限量B版、普通版、六個成員個人版本，以及一個包含《寶可夢》動畫元素的特別限量版。

## 背景
2024年7月15日，IVE宣布他們將於2024年8月28日發行第二張日語迷你專輯《ALIVE》。這張迷你專輯包含兩首原創日語歌曲，包括主打歌《CRUSH》和先前作為動畫《寶可夢》片頭曲發行的《Will》。此外，專輯中還將收錄他們之前的主打歌《I Am》、《Off The Record》和《Baddie》的日語版本。8月6日下午11點，發布《CRUSH》音源，MV於8月7日下午8點發布。

## 曲目
| 曲序     | 曲目                          | 时长  |
| -------- | ----------------------------- | ----- |
| 1.       | CRUSH                         | 3:30  |
| 2.       | Will                          | 3:11  |
| 3.       | I AM -Japanese ver.           | 2:47  |
| 4.       | Off The Record -Japanese ver. | 3:08  |
| 5.       | Baddie -Japanese ver.         | 2:34  |
| 总时长： | 总时长：                      | 15:10 |